# NGC 5539
NGC 5539 ist eine 14,6 mag helle cD-Galaxie im Sternbild Bärenhüter und etwa 779 Millionen Lichtjahre von der Milchstraße entfernt.
Sie wurde am 24. April 1830 von John Herschel entdeckt.